# 有鉤条虫
有鉤条虫（ゆうこうじょうちゅう、Taenia solium）はヒトの小腸に寄生する、いわゆるサナダムシの一種である。幼虫は有鉤嚢虫（ゆうこうのうちゅう、Cysticercus cellulosae）と呼ばれる。中間宿主はブタやイノシシが主であるが、ヒツジ、シカ、イヌ、ネコ、ネズミ、ウシ、ヒトなども中間宿主となり得る。
ヒトへの感染は、生きている有鉤嚢虫を保有する豚肉を摂取することによるものが主である。虫卵を含む食材を摂取することにより、体内でふ化した幼生が嚢虫となる場合がある。ヒトにおいて嚢虫が脳や眼に寄生した場合は神経嚢虫症（Neurocysticercosis、NCC）など重篤な症状を示す。
2014年にインドで男性の体内からおよそ188cmの有鉤条虫が摘出された例があるが、成虫は8メートルを超えることもあるという。
予防法は、生の豚肉や火の通っていない豚肉を避ける、流行地での生水や生野菜の飲食を避けるといった方法がある。豚肉の場合、マイナス5℃で4日間、マイナス15℃で3日間、マイナス24℃では1日冷凍すれば、嚢虫を死滅させられる。